# 陳啟明家族
陳啟明家族，始興於1890年代，是戰前時期的香港歐亞混血兒家族，香港望族之一。陳啟明生父George Tyson由美國來港經商致富。

## 家族特色
家族中之各種特色：
- 香港歐亞混血兒家族
- 以華人家族自居，家族籍貫跟隨母系的廣東寶安
- 與羅文錦家族有一段姻親關係：
  - Cecil Hynes Lyson＝羅燕嫦（Violet In Sheung Lo）
- 與冼德芬家族（Stephen Hall）有一段姻親關係:
  - Victoria Chan＝Cheong Sin

## 興起方法
家族中各人之興起歷程：
- 陳啟明的興起歷程：先任職政府司法部門，及後投資鴉片生意及銀行業致富[2]

## 家族成員
陳啟明家族的家族成員：
- Tyson＝林氏（Fong Kew Lam）[3]
  - 陳啟明[1][4]
    - 陳汝漢（Arthur CHAN U Hon）
    - Agnes Chan
    - Amelia Chan
    - Annie Chan
    - Albert Chan
    - Winifred Chan＝Jimmy Wong
    - Kenneth Montague Roland Chan
    - Gertrude Alison Chan＝John Fredrick Shea
    - Victoria Chan＝Cheong Sin(冼德芬之子)
    - Oswald Tyson

  - Sarah Chan
  - Charlotte Chan＝Wong Lai Sang
    - Cecil Hynes Lyson＝羅燕嫦（Violet In Sheung Lo）(羅文錦家族羅長業之女)
      - Olive Lyson

  - 陳啟祥（Herbert Kai Cheung Chan）＝Mary Ord
- Caroline Chan (陳啟祥之女) = Lam Siu Fat

## 註腳
1. 1 2  丁新豹. . 香港: 三聯書店(香港)有限公司. 2014年1月.
2. ↑  鄭宏泰、黃紹倫. . 香港: 中華書局(香港)有限公司. 2014年1月.
3. ↑  鄭宏泰、黃紹倫. . 香港: 三聯書店(香港)有限公司. 2010年8月.
4. ↑  鄭宏泰、黃紹倫. . 香港: 三聯書店(香港)有限公司. 2007年7月.